# Several Species of Small Furry Animals Gathered Together in a Cave and Grooving with a Pict
"Several Species of Small Furry Animals Gathered Together in a Cave and Grooving With a Pict" är ett musikstycke skrivet och framfört av Roger Waters på Pink Floyds album Ummagumma från 1969.

## Musikstycke
Kompositionen innehåller olika ljud som skall efterlikna gnagare och fåglar. Dessa ljud är dels Roger Waters röst uppspelad i olika hastigheter och dels diverse stränginstrument. I slutet av låten framför Waters en monolog på mycket bred skotsk dialekt. Ungefär 4:34 in i låten har man smugit in ett dolt budskap: "That was pretty avant-garde, wasn't it?". Vissa tror även att de höga starka ljud som upprepas mellan 1:30 och 2:10 in i låten i själva verket är Waters som säger "Bring back my guitar" uppspelat i tio gånger normal hastighet. Musikstycket har i egentlig mening ingen bärande melodislinga, ej heller något ackompanjemang.

## Annorlunda
Detta musikstycke anses vara det mest underliga som Pink Floyd producerat. Men måste sätta sig in den musikeran runt 1969 då det förekom mycket experimentell musik, för att någorlunda förstå kompositörens tankegångar inför skapandet av "Several Species of Small Furry Animals Gathered Together in a Cave and Grooving With a Pict".

## Världens längsta titel?
"Several Species of Small Furry Animals Gathered Together in a Cave and Grooving With a Pict" antogs länge vara rockhistoriens dittills längsta titel, men belägg för detta antagande saknas. Senare gav dock Rednex ut en låt med en titel innehållande femtiotvå ord.

## Instrumental eller vokal?
På en del musiksajter på Internet anges att detta musikstycke är instrumentalt, medan det på andra ställen (se under "externa länkar") publiceras en komplett text.

## Pikterna
...Grooving with a Pict i låtens titel hänvisar till ett folkslag som en gång levde i Skottland, pikterna.